# Lutjanus goreensis
 Lutjanus goreensis és una espècie de peix de la família dels lutjànids i de l'ordre dels perciformes.

## Morfologia
- Els mascles poden assolir 80 cm de longitud total.[4][5]

## Alimentació
Menja peixos i invertebrats.

## Hàbitat
És un peix de clima tropical i associat als esculls de corall que viu fins als 50 m de fondària.

## Distribució geogràfica
Es troba a Cap Verd i entre el Senegal i la República del Congo.